# 7431 Jettaguilar
7431 Jettaguilar è un asteroide della fascia principale. Scoperto nel 1993, presenta un'orbita caratterizzata da un semiasse maggiore pari a 3,0946529 au e da un'eccentricità di 0,1268457, inclinata di 1,82282° rispetto all'eclittica.